# László Gáldi
László Gáldi (numele de familie la origine: Göbl, n. 20 mai 1910, Miskolc – d. 5 februarie 1974, Budapesta) a fost un lingvist maghiar, specialist în istoria literaturii, romanist și slavist, membru corespondent al Academiei Maghiare de Științe.
László Gáldi este principalul traducător al liricii eminesciene în limba maghiară. În perioada interbelică a tradus de asemenea în maghiară opera scriitorilor Vasile Alecsandri, George Coșbuc, Alexandru Stamatiad și Alexandru Vlahuță.
După cel de-al doilea război mondial a publicat în maghiară romanul Răscoala, scris de Liviu Rebreanu (1945, cu reeditări în 1955, 1964), respectiv La Medeleni de Ionel Teodoreanu (1966, reeditări în 1968, 1970).

## Viața
A urmat cursurile școlii medii din Dej, după care a fost înscris la liceul catolic din Arad (în prezent Colegiul Național Moise Nicoară), unde a absolvit bacalaureatul.

## Lucrări publicate
- Eminescu költői stílusa (Stilul poetic al lui Eminescu), 1964;
- Bevezetés a román vers történetébe (Introducere în istoria versului românesc), 1971;
- Bevezetés a román nyelv irodalmi stilisztikájába (Introducere în stilistica literară a limbii române), în colaborare cu Florica Dumitrescu, 1976.

### În limba franceză
- Contributions à l'histoire de la versification roumaine. La prosodie de Lucian Blaga, Budapest, 1972.